# Davide Lopez
Davide Lopez (Bari, 4 agosto 1925 – Vicenza, 17 novembre 2010) è stato uno psicoanalista e aforista italiano.

## Biografia
Si laurea in medicina e chirurgia nel 1949, si trasferisce a Londra nel 1953 dove inizia il tirocinio psicoanalitico. Lavora al Cane Hill e al Friern Hospital come psichiatra e psicoterapeuta e contribuisce ad orientare quest'ultimo ospedale in senso psicoanalitico. Termina nel dicembre 1959 l'analisi didatta con L. H. Rubinstein e nel 1960 sceglie Milano come residenza e luogo dove sviluppare la sua professione.
Diventa consulente psicoperapeuta al carcere di San Vittore ove ha istituito la psichiatria di gruppo. Presta la sua opera come psicoterapeuta di nevrotici e psicotici presso l'ospedale Paolo Pini.
Nel 1972 viene stampato il suo libro: Analisi del carattere ed emancipazione: Marx, Freud, Reich con la prefazione di Zapparoli e note finali su Wilhelm Reich di Roberto Speziale Bagliacca.
Membro ordinario della British Psychoanalytical Society e della Società psicoanalitica italiana di cui è stato a lungo analista didatta e supervisore.
Nel 1979 ha fondato la rivista di psicoanalisi Gli Argonauti.

## Opere
- Marxismo e psicoanalisi, Bari, Laterza, 1952
- Analisi del carattere ed emancipazione. Marx, Freud, Reich, Milano, Jaca Book, 1970, 1972 - Copertina, Sommario, Prefazione
- E Zarathustra parlò ancora, Genova, Essai, 1973
- Al di là della saggezza, al di là della follia, Rimini, Guaraldi, 1976
- La psicoanalisi della persona, Torino, Boringhieri, 1983
- (con Silvia Corbella), Libertà e amore, prefazione di Alfredo Todisco, Torino, Boringhieri, 1986
- La trama profonda, Milano, Coliseum, 1986
- La via nella selva. La trasformazione delle passioni, Milano, Raffaello Cortina, 1987
- (con Loretta Zorzi) Dalla depressione al sorgere della persona, Milano: Raffaello Cortina, 1990
- Il mondo della persona. Aforismi, Milano, Raffaello Cortina, 1991 ISBN 88-7078-181-X
- La psicoanalisi della consapevolezza. Critica della metafisica, Napoli, ESI, 1997 ISBN 88-8114-481-6
- (con Loretta Zorzi), La sapienza del sogno. Coscienza e consapevolezza, Milano, Dunod, 1999 ISBN 88-214-0946-5
- (con Loretta Zorzi), Teoria psicoanalitica delle malattie depressive, Milano, Raffaello Cortina, 2003 ISBN 88-7078-818-0
- (con Loretta Zorzi), Narcisismo e amore, Costabissara, Angelo Colla, 2005 ISBN 88-89527-01-3
- Schegge di sapienza. Frammenti di saggezza, e un po' di follia, Costabissara, Angelo Colla, 2007 ISBN 978-88-89527-15-3
- Il desiderio, il sacrificio, il capro espiatorio, Costabissara, Angelo Colla, 2008 ISBN 978-88-89527-35-1
- La potenza dell'illusione: l'amore, Costabissara, Angelo Colla, 2010 ISBN 978-88-89527-20-7
- La strada dei Maestri, Costabissara, Angelo Colla, 2011 ISBN 978-88-89527-58-0 (pubblicato postumo)

## Video
- Ultima conferenza di Davide Lopez all'università di Padova, 2010, su davidelopez.it.